# To My Lover
To My Lover est un single de collaboration entre les Brown Eyed Girls et le duo SeeYa, sorti sous le label NegaNetwork le 8 septembre 2006 en Corée. Seule la leader des BEG, Jea, et Yeonji du duo SeeYa participe à ce single.

## Liste des titres
| 1. | The Day                      | 3:57 |
| 2. | Jeong (정(情))               | 3:50 |
| 3. | The Day (ver.2)              | 3:45 |
| 4. | Jeong (Hiphop ver.) (정(情)) | 4:17 |
| 5. | The Day (Inst.)              | 3:58 |
| 6. | Jeong (Inst.) (정(情))       | 3:51 |